# 哈里·埃登
哈里·埃登（英語：Harry Eden，1990年3月1日—）是英國的一名演員。在2003年，他曾經獲得英國獨立電影獎。他出生在埃塞克斯郡的老哈羅。他也曾經參加過一次高爾夫歐洲巡迴賽的賽事。

## 外部連結
- Harry Eden's Official Web Site
- 哈里·埃登在互联网电影资料库（IMDb）上的資料（英文）